# SARS-Pandemie 2002/2003
Die SARS-Epidemie 2002/2003 ist das erste – gleich weltweite – Auftreten des durch SARS-CoV hervorgerufenen Schweren Akuten Atemwegssyndroms (SARS), das im November 2002 begann. Von Südchina ausgehend verbreitete sie sich binnen weniger Wochen über nahezu alle Kontinente und forderte innerhalb eines halben Jahres 774 Menschenleben. Der wissenschaftliche Name des Erregers SARS-CoV bleibt auch nach der Namensgebung des COVID-19-Erregers als SARS-CoV-2 unverändert. Außerhalb der virologischen Fachwissenschaft ist jedoch seitdem auch die Bezeichnung „SARS-CoV-1“ anzutreffen.
Die Weltgesundheitsorganisation (WHO) unterschied zwischen Ländern, in denen lokale Infektionsketten bestanden, das heißt Neuansteckungen auftraten, und solchen, in denen die Erkrankung nur bei Reisenden auftrat, die sich in den Ländern der ersten Kategorie infiziert hatten. Staaten mit lokalen Infektionsketten waren die Volksrepublik China, Hongkong, Singapur, Kanada, Vietnam, Taiwan, die Vereinigten Staaten und das Vereinigte Königreich.
Als erste größere Epidemie des 21. Jahrhunderts weckte sie neue Ängste in der Bevölkerung und wurde weltweit in großem Rahmen von den Medien begleitet. Ihr erlagen außerhalb Asiens 45 Menschen und sie ist ein Beispiel für die rasche Ausbreitung einer Krankheit in der vernetzten, globalisierten Welt.

## Verlauf

### Ausbruch in China
Über den Ausgangspunkt der SARS-Epidemie herrscht nach wie vor keine absolute Sicherheit. Die WHO geht allerdings davon aus, dass sie am 16. November 2002 ausbrach. Der erste Erkrankte war demnach ein Bauer aus der Stadt Foshan in der Provinz Guangdong, dessen Leiden von den örtlichen Ärzten als „atypische Lungenentzündung“ klassifiziert wurde. Andere Quellen berichten, die drei ersten Infizierten seien auf Wild spezialisierte Küchenchefs gewesen. Gesichert ist, dass ein 33-jähriger Koch aus Shenzhen Ende November mit Krankheitssymptomen in seine Heimatstadt Heyuan reiste und Anfang Dezember im dortigen städtischen Krankenhaus behandelt wurde. Während seines stationären Aufenthaltes infizierte er einschließlich des Krankenwagenfahrers acht Klinikangestellte. Sein Zustand verschlechterte sich trotz intensiver medizinischer Behandlung und bald war offensichtlich, dass er an einer neuartigen Krankheit litt. Man verlegte ihn in ein Krankenhaus in Guangzhou und im Januar 2003 in das Zhongshan Memorial Hospital in derselben Stadt. Dort steckte er binnen kürzester Zeit 13 Mitarbeiter an. Unter ihnen war auch der 64-jährige Oberarzt und Lungenspezialist Liu Jianlun, der Mitte Februar erkrankte.
Die chinesische Regierung erließ derweil Beschränkungen für die örtliche Presse und zensierte Berichte über die Krankheit. Informationen bezüglich der Infektionen gelangten zunächst nicht über die Grenzen Guangdongs hinaus. Zudem verzögerte man die notwendige Benachrichtigung der WHO und schob einen ersten offiziellen Bericht immer weiter hinaus. Erst am 10. Februar 2003 informierte China die WHO über die Vorkommnisse und meldete 305 Infektionen sowie fünf Todesfälle.

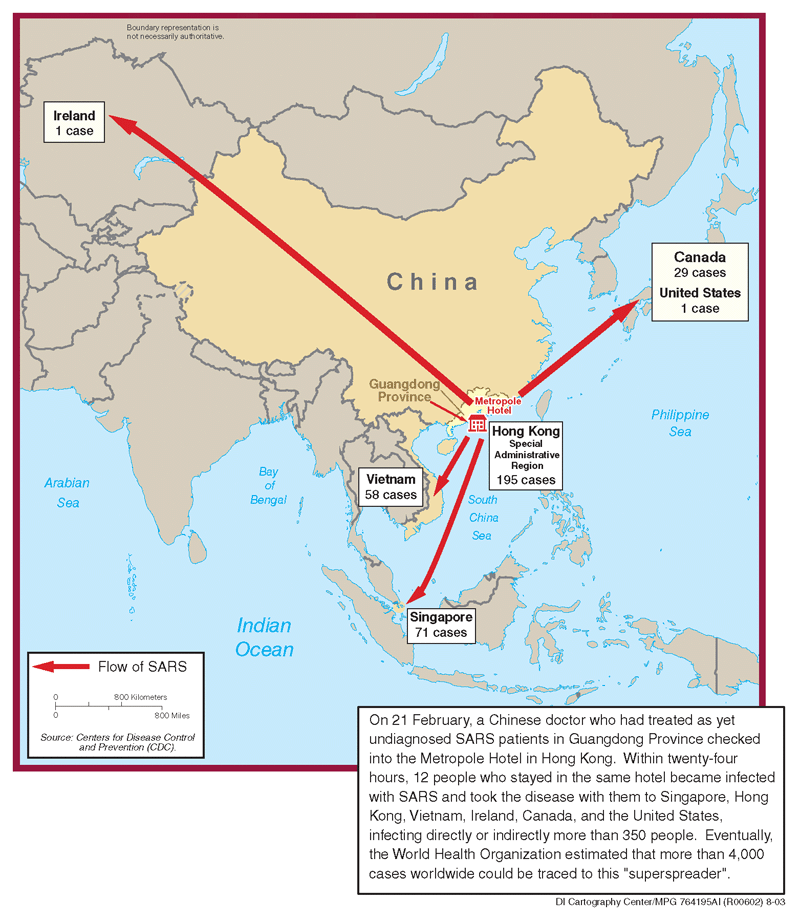
Ausbreitung von SARS am 28. März 2003 durch den „Superspreader“

#### Der „Superspreader“
Am 21. Februar reiste Liu Jianlun, obschon seit einigen Tagen erkrankt, anlässlich einer Hochzeit von Guangzhou nach Hongkong. Dort bezog er im neunten Stock des Metropole Hotel ein Zimmer. Innerhalb von 24 Stunden infizierte er zwölf Hotelgäste. Am 4. März verstarb er im Kwong Wah Hospital. Unter den Neuerkrankten waren drei Singapurer, zwei Kanadier, der US-amerikanische Geschäftsmann Johnny Chen auf der Durchreise nach Singapur und ein 26-jähriger Einheimischer, der einen Freund im Hotel besuchte. Die internationalen Gäste trugen das Virus als Wirte über die chinesischen Staatsgrenzen hinaus in andere Länder und infizierten auf direktem oder indirektem Weg ungefähr 350 Personen. Die WHO errechnete, dass mehr als 4000 SARS-Erkrankungen weltweit auf Liu Jianlun im Metropole Hotel zurückzuführen sind. Das Gebäude erhielt aus diesem Grund die Bezeichnung „Superspreader“ („Superverbreiter“), die sich in den Medien, speziell in der Boulevardpresse, auch für Liu Jianlun selbst etablierte.

### Ausbreitung zur Epidemie
| Datum          | Inhalt                                                                                 |
| -------------- | -------------------------------------------------------------------------------------- |
| 2. April 2003  | Reisewarnung für Hongkong und Provinz Guangdong (China)                                |
| 23. April 2003 | Reisewarnung für Peking und Provinz Shanxi (China) und für Toronto (Kanada)            |
| 29. April 2003 | Reisewarnung für Toronto aufgehoben                                                    |
| 8. Mai 2003    | Reisewarnung für Tianjin, Innere Mongolei (China) und Taipeh (Republik China (Taiwan)) |
| 17. Mai 2003   | Reisewarnung für Provinz Hubei (China)                                                 |
| 21. Mai 2003   | Reisewarnung ausgedehnt auf ganz Taiwan                                                |
| 23. Mai 2003   | Reisewarnung für Hongkong und Guangdong aufgehoben                                     |
| 13. Juni 2003  | Reisewarnung für Hubei, Innere Mongolei, Shanxi und Tianjin aufgehoben                 |
| 17. Juni 2003  | Reisewarnung für Taiwan aufgehoben                                                     |
| 24. Juni 2003  | Reisewarnung für Peking aufgehoben                                                     |

Binnen weniger Tage breitete sich SARS zur Epidemie aus. Viele Faktoren begünstigten seine Verbreitung, darunter das dichte Beisammensein vieler Menschen in öffentlichen Verkehrsmitteln oder an Veranstaltungsorten und die Möglichkeit, dass Infizierte vor dem Ende ihrer Inkubationszeit per Flugzeug reisten und das Virus unwissentlich in andere Staaten trugen.

#### Februar und März
Ein Geschäftsmann, der sich auf einer Geschäftsreise durch Hongkong und Guangdong infiziert hatte, reiste am 25. Februar 2003 zurück nach Taiwan und gilt als Ausgangspunkt für die dortige Epidemie – ebenso wie die zurückkehrenden Singapurer in ihrem Staat. Am selben Tag kehrte eine der beiden im Hotel infizierten Kanadierinnen, eine 78-jährige Diabetikerin, nach Toronto zurück. Sie starb am 5. März 2003, noch bevor sie in ein Krankenhaus eingeliefert werden konnte und infizierte ihren 43-jährigen Sohn. Dieser wurde in das Grace Hospital nach Scarborough Village, einen nördlichen Vorort Torontos, gebracht und starb dort am 15. März 2003. Binnen weniger Tage entwickelte sich Toronto zur am stärksten von der Epidemie betroffenen Region außerhalb Asiens. Johnny Chen aus dem Metropole Hotel in Hongkong zeigte am 26. Februar 2003 auf dem Weiterflug nach Singapur erste Erkrankungserscheinungen, weshalb der Flug ins vietnamesische Hanoi umgeleitet wurde. Chen erhielt eine Behandlung im French Hospital of Hanoi, steckte jedoch zahlreiche Angestellte an und wurde zurück nach Hongkong verlegt, wo er am 14. März 2003 in einem Hospital verstarb. Unter den Infizierten in Hanoi war auch Carlo Urbani, ein Epidemiologe der WHO. Urbani schlug sofort Alarm bezüglich des SARS-Ausbruchs. Er erkannte und klassifizierte das Virus als erster, bevor er ihm am 29. März selbst erlag.
Der 26-jährige Einheimische, der im Hotel infiziert worden war, erkrankte Ende Februar 2003 und erhielt eine Behandlung als Ambulanzpatient im Prince of Wales Hospital, dem ersten Krankenhaus der Chinese University of Hong Kong. Sein Zustand besserte sich nicht, weshalb man ihn am 4. März 2003 auf Station 8A verlegte. Diese Station entwickelte sich in der Folge zu einem Brennpunkt von SARS, da der Patient zahlreiche andere Patienten, Krankenträger, Krankenschwestern, Ärzte und Medizinstudenten ansteckte. Einer der infizierten Patienten war ein 33-jähriger Mann aus Shenzhen, der für eine Dialyse im Krankenhaus war. Nach seiner Behandlung besuchte er am 14. und am 19. März 2003 seinen Bruder, der in der 7. Etage im Block E, einem 33-stöckigen Gebäude in der Großwohnsiedlung Amoy Gardens wohnte. An einer Durchfallerkrankung leidend, kontaminierte er durch die Benutzung der Toilette seines Bruders die Abwasserleitungen des Hauses. 321 Bewohner der Amoy Gardens infizierten sich, 41 % davon in Block E des Wohnkomplexes. Am 30. März 2003 wurde der gesamte Block unter Quarantäne gestellt und die Balkone unter Polizeiaufsicht geschlossen. Einen Tag später verlegte man alle Bewohner in Krankenhäuser. Als Ursache für die große Zahl an Betroffenen wurde seitens des Hongkong Health Departments die hohe Rate an zeitgleich vorliegenden Durchfallerkrankungen der Bewohner sowie ausgetrocknete Siphons von Bodenabläufen der Badezimmer angegeben, durch die sich das Virus bei Benutzung des Abluftventilators, der bei geschlossener Tür einen Unterdruck erzeugte, verbreitet haben könnte.
Am 12. März 2003 löste die WHO einen weltweiten Alarm aus, bezüglich einer neuen hochgradig ansteckenden Krankheit unbekannten Ursprungs in Vietnam und Hongkong und erhöhte die Warnstufe am 15. März 2003, nachdem auch in Kanada und Singapur erste bestätigte Infekte aufgetreten waren. Zur selben Zeit gaben die Centers for Disease Control and Prevention eine Meldung heraus, der zufolge 14 US-Amerikaner infiziert seien. Ende März 2003 stand in Hongkong das gesamte öffentliche Leben still und die Stadt stand unter einer Belagerung von Behördenvertretern, Medizinern, Journalisten und Seuchenbekämpfern.

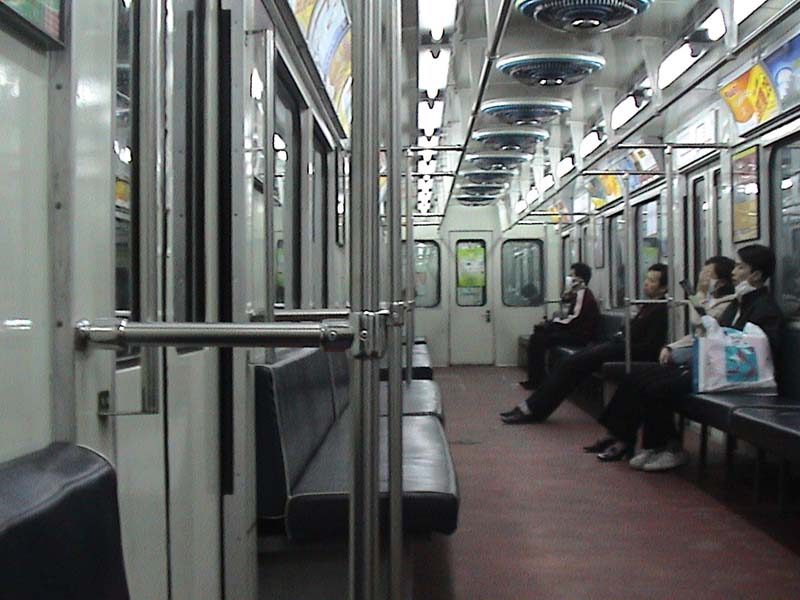
Die normalerweise überfüllte U-Bahn Peking am 11. Mai 2003

Am 29. März 2003 sprachen die US-amerikanischen Centers for Disease Control and Prevention (CDC) eine Reisewarnung für die Volksrepublik China und Singapur aus, und Angestellte der CDC begannen mit Quarantänemaßnahmen bei Schiffen und Flugzeugen, die aus Festlandchina, Singapur oder Vietnam kommend in den Vereinigten Staaten eintrafen.

#### April und Mai
Während sich die SARS-Epidemie weiter ausbreitete, erteilte die US-Regierung am 1. April eine Reisewarnung für Südostasien und berief alle nicht unbedingt notwendigen Mitarbeiter aus den dortigen Botschaften ab. Auf einer Pressekonferenz am 4. April erklärte ein chinesischer Gesundheitsspezialist erstmals öffentlich, die Bevölkerung nicht rechtzeitig über die anfänglichen Krankheitsfälle und den Ernst der Lage informiert zu haben. Diesen verdeutlichte die WHO am 11. April, als sie einen weltweiten Gesundheitsalarm ausrief, nachdem offiziell bestätigt worden war, dass sich die Krankheit mit Hilfe von Interkontinentalflügen verbreitet hatte. Da Vietnam seit mehr als 20 Tagen keine neuen Infektionen verzeichnete, erklärte die WHO den dortigen SARS-Cluster am 28. April für gestoppt und hob nur zwei Tage später die Reisewarnung für die kanadische Metropole Toronto auf. Gleiches widerfuhr am 23. Mai auch Hongkong und der Ursprungsprovinz von SARS Guangdong, bevor man ab dem 31. Mai Singapur nicht länger als infiziertes Land betrachtete.

### Abklang
Im Sommer 2003 ging die Zahl der Neuinfizierten weltweit beständig zurück. Am 23. Juni 2003 strich die WHO Hongkong nach langem Drängen der dortigen Behörden von der Liste der infizierten Gebiete – die nun nur noch Toronto, Taiwan und Peking aufführte. Vier Tage darauf ließ die Weltgesundheitsorganisation verlautbaren, dass man es für möglich halte, SARS binnen drei Wochen vollständig eindämmen zu können. Dies stellte sich zwar als Irrglaube heraus, doch ab dem 5. Juli 2003 wurde auch Taiwan wieder als nichtinfiziertes Gebiet gelistet, obschon dort noch mehr als 200 Patienten in Behandlung waren. Am selben Tag verkündete die WHO die Eindämmung der Epidemie. In den Folgewochen gab es nur noch Einzelfälle von Erkrankungen, die jedes Mal rasch erkannt werden konnten, sodass es zu keinen weiteren großen Ausbrüchen kam. Betroffen von diesen wenigen letzten Infektionen waren China sowie die Philippinen. Nach langer Wartezeit und zahlreichen Tests erklärte die WHO am 19. Mai 2004, dass die Epidemie auch in Peking besiegt sei und somit ihr Ende gefunden habe.

## Ursachen
Die Ursachen für die rasche Ausbreitung der anfänglichen Endemie und späteren Epidemie sieht die WHO in der sehr dichten Besiedelung Guangzhous und des umliegenden Perlflussdeltas. In der Region werden zahlreiche Wildtiere und exotische Tiere als Lebensmittel genossen, weshalb sie mit ihren zahlreichen Spezialitätenrestaurants bei Touristen sehr beliebt ist. Auf Tierfarmen, Tiermärkten und in Restaurants leben, arbeiten und essen die Einwohner in unmittelbarer Nähe zu Tieren. Die Tiere werden in Käfigen gehalten, verkauft und vor aller Augen geschlachtet. Die Tresen, an denen das rohe Fleisch und die geschlachteten Tiere verkauft werden, sind oft nur wenige Meter von den Essensplätzen der Arbeiter entfernt. Diese Verhältnisse – überbevölkert und unhygienisch – sind laut WHO ein Nährboden für das Ausbreiten einer Infektion. Man geht heute davon aus, dass SARS vom Larvenroller übertragen wurde.
Bis Ende Februar 2003 erkrankten hauptsächlich Familienangehörige der Infizierten oder medizinisches Personal in den Krankenhäusern. Man geht davon aus, dass die Angestellten in Unwissenheit über die Gefahr der neuen Krankheit keine Atemschutzmasken trugen, die eine Virusübertragung durch Tröpfcheninfektion verhindert hätten. Da damals noch keine ausreichenden Informationen über die Behandlung vorhanden waren, verwendeten die Ärzte teilweise auch CPAP-Vernebler und andere Sauerstoff-Applikationswege, welche die Ausbreitung des Virus in geschlossenen Räumen bzw. beim Personal förderten. Auch die endotracheale Intubation wurde bei schweren Verläufen genutzt.

## Gegenmaßnahmen
Die Maßnahmen gegen die Epidemie erschöpften sich in präventiven Aktionen, wie beispielsweise zahlreichen Reisewarnungen oder -verboten, Zwangsquarantänen und groß angelegten Desinfektionen ganzer Stadtteile. Da noch kein Impfstoff entwickelt war und man zunächst nicht wusste, wie sich die neuartige Krankheit behandeln ließ, verabreichten die meisten Ärzte Virostatika.
In vielen der betroffenen südostasiatischen Staaten veranlassten die Gesundheitsbehörden eine Schließung der verschiedenen akademischen Einrichtungen. So blieben in Hongkong sämtliche Bildungseinrichtungen vom 27. März bis zum 22. April 2003 vollständig geschlossen, während in Singapur die Universitäten von den Maßnahmen erst gar nicht betroffen waren und die Junior Colleges bereits wieder am 9. und die Sekundarschulen am 14. April ihre Türen öffneten. In Peking dagegen wurde noch am 23. April der Unterricht an allen Grund- und Sekundarschulen für zwei Wochen gestrichen. Am 17. März etablierte man ein internationales Netzwerk aus elf führenden Laboratorien, um den Ursprung der Krankheit zu ergründen und potenzielle Behandlungsmethoden zu entwickeln, und am 26. April 2003 schlossen die Pekinger Behörden sämtliche Theater, Diskotheken und andere Unterhaltungsbetriebe. Auf diese Weise wollte man einige Möglichkeiten der Bildung von Menschengruppen ausschließen.
Eine große Problematik bei der Koordinierung von Gegenmaßnahmen stellte der Taiwan-Konflikt dar, der eine einheitliche Reaktion der WHO auf die Pandemie behinderte. So setzte beispielsweise die Volksrepublik China durch, dass Taiwan keine direkten Ratschläge durch die Organisation erhielt, sondern lediglich über die WHO-Webseite auf dem Laufenden gehalten wurde. Taiwan hielt an seinem Sitz in der WHO fest und argumentierte, SARS zeige, wie wichtig es sei, den Staat in das weltweite Gesundheitsüberwachungssystem einzugliedern. Dies sah die Volksrepublik als politisch motivierten Schritt in Richtung taiwanischer Unabhängigkeit. Aus diesem Grunde wurde Taiwan auf Druck der Volksrepublik von der WHO-Generalversammlung und mehreren SARS-Konferenzen ausgeladen. Im Nachhinein argumentierte Taiwan, dass das direkte Kommunikationsdefizit bessere Reaktionen auf die Krankheit in Taiwan verhindert habe und somit ursächlich für eine unnötig hohe Anzahl Toter sei. Die Volksrepublik hielt dagegen, dass zwischen beiden Seiten Videokonferenzen mit medizinischen Experten stattgefunden hätten.

## Sozioökonomische Auswirkungen
Besonders in Asien offenbarten sich die erheblichen wirtschaftlichen und sozioökonomischen Schäden der SARS-Epidemie 2002/2003. Sie wirkte sich hauptsächlich auf das Konsumverhalten und die Tourismusindustrie aus. Letztere brach regelrecht ein, so dass im Frühjahr 2003 Singapur, Hongkong, China und Malaysia einen Rückgang der Touristenzahlen um knapp 70 Prozent hinnehmen mussten. Im Einzelhandel gingen die Umsätze um bis zu zehn Prozent zurück, da die Menschen nur noch das absolut Notwendigste kauften. Auf diese Weise wollten sie die Gefahr großer Menschenansammlungen beispielsweise in Innenstädten oder in Einkaufszentren umgehen. Zahllose Industriebetriebe drosselten ihre Produktion, um mit geringerer Arbeitsbesetzung das Risiko von Infektionen möglichst klein zu halten.
China half den betroffenen Wirtschaftsbranchen mit Steuererleichterungen und anderen Stabilisierungsmaßnahmen und auch Hongkong und Malaysia beschlossen umfangreiche Hilfspakete. Hongkong geriet gar in eine Rezession – ebenso wie Singapur. Der Stadtstaat stützte von seinen Unternehmen vor allem die Fluggesellschaften und wertete seine Landeswährung, den Singapur-Dollar, ab. Die Angst vor der Krankheit führte auch zur Verlegung mehrerer sportlicher Großveranstaltungen. So sagte die Internationale Eishockey-Föderation am 30. März 2003 die Austragung der Eishockey-Weltmeisterschaft der Frauen ab, die am 3. April in Peking beginnen sollte. Auch die FIFA reagierte und verlegte die an China vergebene Fußball-Weltmeisterschaft der Frauen 2003 in einem Eilverfahren am 3. Mai in die USA. Die Behörden von Hongkong erklärten am 24. April 2003 die Verabschiedung eines Hilfspaketes in Höhe von 11,8 Mrd. Hongkong-Dollar zur Unterstützung des städtischen Tourismus, des Einzelhandels und des Gastronomiegewerbes. Neben zahlreichen Steuererleichterungen sah diese Maßnahme auch die Bereitstellung von 1 Mrd. Hongkong-Dollar für Marketingaktionen in Übersee vor, um Hongkong wieder attraktiver zu machen und ein besseres Image zu verleihen, nachdem es wochenlang nur mit negativen Schlagzeilen in den Medien stand. Insgesamt beliefen sich die wirtschaftlichen Schäden durch die Epidemie in Asien auf ungefähr 18 Milliarden US-Dollar.
Eine nationale Studie der Harvard School of Public Health der Harvard University zeigte, dass Mitte April 2003 93 Prozent der US-Bürger von SARS gehört hatten und ihnen die Abkürzung ein Begriff war. Speziell in den USA hatten die Unsicherheit und Unkenntnis über die Krankheit eine verallgemeinernde Stigmatisierung aller Asiaten zur Folge. Gemäß der Harvard-Erhebung vermieden 14 Prozent der US-Amerikaner geschäftliche Kontakte oder sonstige Beziehungen mit Asien. Dies führte insbesondere in den Chinatowns der Großstädte zu Umsatzeinbußen und dem Ausbleiben der üblichen Touristenströme. Die Stadtviertel glichen für einige Wochen Ghettos, in die sich kaum Nichtasiaten wagten. Die US-amerikanische Komikerin Margaret Cho mit südkoreanischen Wurzeln nannte solche durch die Epidemie aufgezeigten Vorbehalte gegenüber Asien in Anlehnung an die Abkürzung für die Krankheit „severe Asian racism syndrome“ („Schweres Asien-Rassismus Syndrom“).
Von Februar bis Juli 2003 erkrankten in Toronto 225 Personen. Die am 23. April 2003 von der WHO erlassene Reisewarnung für Toronto wurde zwar nach 6 Tagen wieder zurückgenommen. Die Tourismusindustrie erlitt dennoch einen Verlust von 260 Mio. kanadischen Dollar; 11 % der ihr angehörigen Betriebe berichteten über vorübergehende Entlassungen. Das reale Bruttoinlandsprodukt (BIP) fiel 2003 ca. 1,5 Billionen Dollar bzw. 0,15 % geringer aus.
Die weltwirtschaftlichen Folgen der SARS-Epidemie, die mit einem nachlassenden Wachstum des weltweiten Bruttoinlandsprodukts (BIP), dem Irak-Krieg und höheren Ölpreisen zusammenfiel, wurden zum Zeitpunkt der Epidemie selbst überschätzt. Auch in China waren die angebotsseitigen Auswirkungen der SARS-Epidemie deutlich geringer ausgeprägt als prognostiziert.

## Folgen
Als entscheidende Folge der Epidemie für Europa gilt die Einrichtung eines Zentrums für Krankheitsprävention, die am 6. Mai 2003 auf einem eilends einberufenen Treffen der EU-Gesundheitsminister beschlossen worden war. Knapp ein Jahr darauf präsentierte man in Stockholm das neu gegründete Zentrum, das European Centre for Disease Control (ECDC).
In der Volksrepublik China zog man infolge der zahlreichen Infektionen und Toten personelle Konsequenzen. Am 20. April 2003 wurden der chinesische Gesundheitsminister Zhang Wenkang und der Bürgermeister von Peking Meng Xuenong auf Grund der zunehmenden Kritik an ihrem Umgang mit der Gefahr durch SARS und der mangelhaften Öffentlichkeitsarbeit ihrer Ämter enthoben. Zhang wurde durch Wu Yi ersetzt. Dies stellt insofern eine Besonderheit dar, da Beamte oder anderweitig hochrangige Staatsbeschäftigte in China nur selten wegen administrativer Fehler entlassen werden.

## Betroffene Staaten
Die folgende Liste der WHO vom 21. April 2004 gibt all jene Staaten und Gebiete an, in denen im Zuge der Epidemie Infektionen mit SARS aufgetreten sind. Neben der Zahl der Erkrankungen differenziert sie in Todesfälle und Genesungen und die daraus resultierende Letalitätsrate.
| Land                                                                  | Fälle                   | Tote                 | Ge- nesene              | Letalitäts- rate in % |
| --------------------------------------------------------------------- | ----------------------- | -------------------- | ----------------------- | --------------------- |
| Australien                                                            | 6                       | 0                    | 6                       | 0                     |
| Deutschland                                                           | 9                       | 0                    | 9                       | 0                     |
| Frankreich                                                            | 7                       | 1                    | 6                       | 14                    |
| Indien                                                                | 3                       | 0                    | 3                       | 0                     |
| Indonesien                                                            | 2                       | 0                    | 2                       | 0                     |
| Italien                                                               | 4                       | 0                    | 4                       | 0                     |
| Kanada                                                                | 251                     | 43                   | 208                     | 17                    |
| Kuwait                                                                | 1                       | 0                    | 1                       | 0                     |
| Malaysia                                                              | 5                       | 2                    | 3                       | 40                    |
| Mongolei                                                              | 9                       | 0                    | 9                       | 0                     |
| Neuseeland                                                            | 1                       | 0                    | 1                       | 0                     |
| Philippinen                                                           | 14                      | 2                    | 12                      | 14                    |
| Republik China (Taiwan)                                               | 346                     | 37                   | 309                     | 11                    |
| Rumänien                                                              | 1                       | 0                    | 1                       | 0                     |
| Russland                                                              | 1                       | 0                    | 1                       | 0                     |
| Schweden                                                              | 5                       | 0                    | 5                       | 0                     |
| Schweiz                                                               | 1                       | 0                    | 1                       | 0                     |
| Singapur                                                              | 238                     | 33                   | 205                     | 14                    |
| Spanien                                                               | 1                       | 0                    | 1                       | 0                     |
| Südafrika                                                             | 1                       | 1                    | 0                       | 100                   |
| Thailand                                                              | 9                       | 2                    | 7                       | 22                    |
| Vereinigte Staaten                                                    | 27                      | 0                    | 27                      | 0                     |
| Vereinigtes Königreich                                                | 4                       | 0                    | 4                       | 0                     |
| Vietnam                                                               | 63                      | 5                    | 58                      | 8                     |
| Volksrepublik China (ges.) ohne Sonderverwaltungszonen Macau Hongkong | 7083 (ges.) 5327 1 1755 | 648 (ges.) 349 0 299 | 6406 (ges.) 4949 1 1456 | 9 (ges.) 7 0 17       |
| Summe                                                                 | 8096                    | 774                  | 7322                    | 9,6                   |